# Magdalenenstraße 21 (Darmstadt)
Das Haus Magdalenenstraße 21 ist ein Bauwerk in Darmstadt.

## Geschichte und Beschreibung
Das Haus Magdalenenstraße 21 wurde im frühen 17. Jahrhundert erbaut.
Stilistisch gehört das Gebäude zur Renaissance.
Das Haus entstammt der ersten Bauphase der Alten Vorstadt.
Das zweigeschossige, verputzte Haus besitzt ein Satteldach.
Die Fassade wird durch Sprossenfenster gegliedert.
Im Renaissancegiebel gibt es schlichten Gesimsschmuck.
Die für die Bauzeit typische Fachwerkfiguration schmückt die südliche Traufseite des Gebäudes.
Bemerkenswert sind die historischen Bemalungen der Fenstergewände im ersten Geschoss auf der Nordseite des Hauses.
Das ehemalige „Flugloch“ im Giebelabschluss wurde nachträglich zu einem Fenster vergrößert. 
Der seitlichen Toreinfahrt fehlt der für die Bauzeit typische gemauerte Torbogen.

## Denkmalschutz
Das Haus Magdalenenstraße 21 ist ein typisches Beispiel für den Renaissancebaustil in Darmstadt.
Aus architektonischen und stadtgeschichtlichen Gründen gilt das Gebäude als Kulturdenkmal.